# Martin Monnickendam

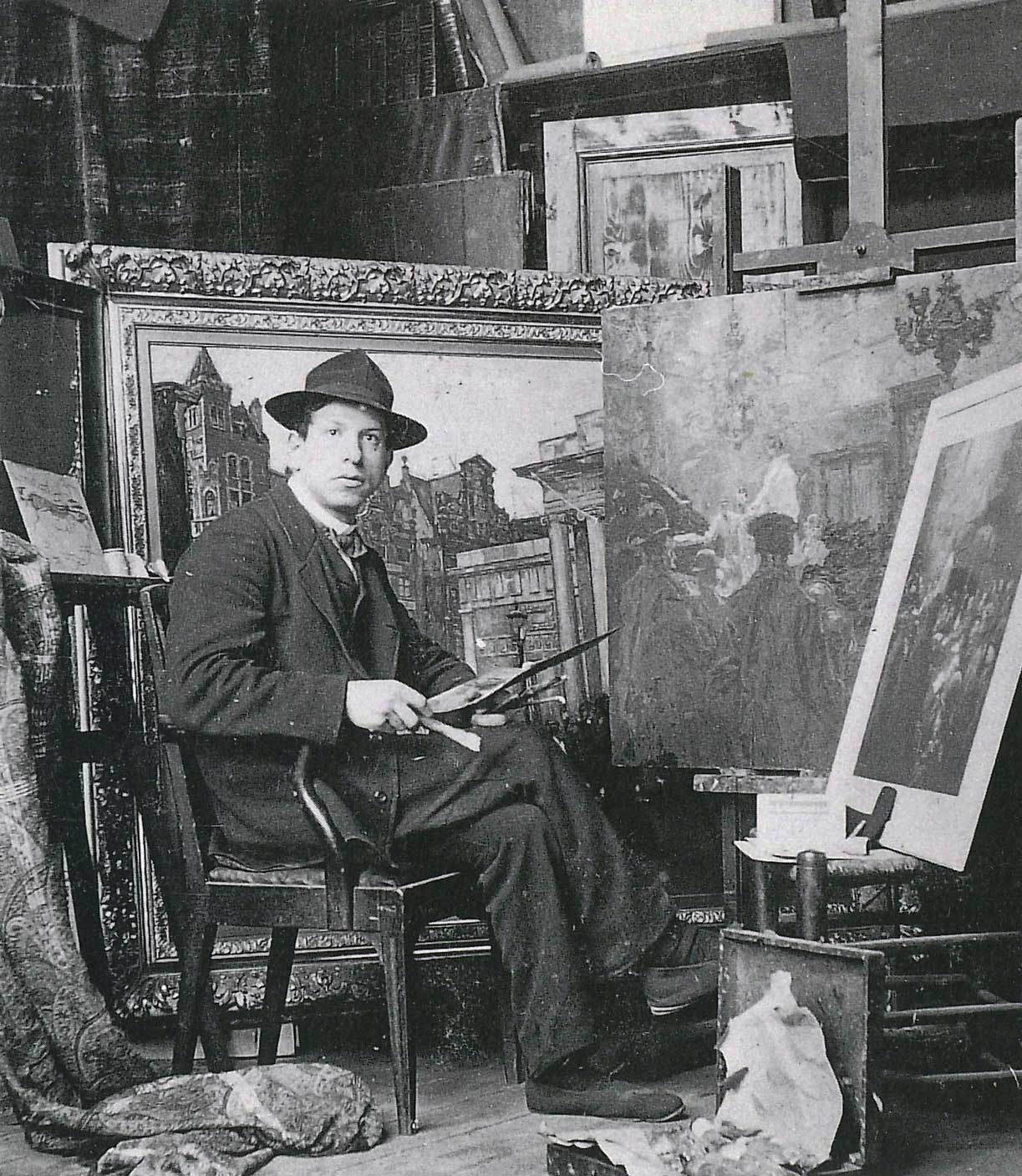
Atelierphoto ca. 1905

Martin Monnickendam, auch Martijn Monnickendam (* 25. Februar 1874 in Amsterdam; † 4. Januar 1943 ebenda) war ein niederländischer Maler und Zeichner.

## Leben
Seine jüdischen Eltern waren Nathan Meijer Monnickendam und Roosje Rippe. Er wurde von 1891 bis 1893 an der Rijksakademie van beeldende kunsten ausgebildet und war Schüler der Felix-Meritis-Zeichenschule, beide in Amsterdam. Er praktizierte in den Gattungen Malerei, Aquarellmalerei, Radierung, Zeichnung und Lithografie. Seine Themen waren oft die Stadt Amsterdam oder jüdische Themen, er beschäftigte sich aber auch mit Gruppendarstellungen, Porträts und Stillleben.
Monnickendam wurde 1904 Mitglied der Künstlervereinigung Arti et Amicitiae, 1905 der Malergilde von Sint Lukas und 1916 von De Onafhankelijken. 1906 heiratete Monnickendam Alice Mouzin, damals Direktorin der Industrieschule für Vrouwelijke Jeugd. Aus der Ehe gingen zwei Kinder hervor: 1908 Mona Rosa, genannt Roos (Rose) und 1911 Ruth. Die Familie lebte in der Grensstraat und der Stadhouderskade 92 in Amsterdam.
Mehrmals reiste Monnickendam ins Ausland. Nach einem zweijährigen Aufenthalt in Paris (1895/96), wo er sein Atelier mit Pieter Dupont teilte und an der École des Arts et Métiers studierte, reiste er 1922/23 nach Deutschland, 1926 in die Normandie und die Bretagne und zwischen 1929 und 1938 insgesamt fünfmal nach Italien.
Im Jahr 1924 fand im Stedelijk Museum in Amsterdam im Zusammenhang mit seinem fünfzigsten Geburtstag eine Ehrenausstellung statt. An seinem sechzigsten Geburtstag 1934 organisierte sein Freund und Kunsthändler Bernard Houthakker eine Ausstellung. 1934 wurde ihm der Orden Officier in de Orde van Oranje-Nassau verliehen.
Kurz bevor er 1943 in ein Konzentrationslager deportiert werden sollte, starb er an Lungenentzündung.

## Ausstellungen (Auswahl)
Schon zu Lebzeiten Monnickendams fanden viele Ausstellungen seiner Kunst statt, auf denen er Preise errang:
- 1909 Goldmedaille in München für das Gemälde „École des Arts et Métiers“
- 1912 Goldene Medaille „Vierjaarlijkse in Amsterdam“ für das Gemälde „Entr’acte“
- 1913 Goldmedaille, verliehen von Königin Wilhelmina für das Gemälde Salomé
- 1915 Silbermedaille zur Feier der Eröffnung des Panamakanals in San Francisco
- 1917 Einzelausstellung bei Kunsthandel Houthakker in Haarlem
- 1937 Goldmedaille auf der Weltausstellung in Paris

Im Jahr 2009 fand die Ausstellung Martin Monnickendams Amsterdam im Amsterdamer Stadtarchiv statt. Gegenstand aller Zeichnungen waren Amsterdamer Veduten. Mit der Ausstellung wurden der Oeuvre-Katalog und die Monographie präsentiert.
2019 gastierte die Ausstellung Martin Monnickendam – Amsterdamer Chronist in Licht und Farbe im Rothenburg-Museum in Rothenburg ob der Tauber. Das Museum erhielt 46 seiner Zeichnungen mit Rothenburg-Ansichten von der Stiftung geschenkt.

## Stiftung
Die Stiftung der Freunde des Malers Martin Monnickendam mit Sitz in Amsterdam, verwaltet das Vermächtnis des Malers und macht sein Werk einer breiteren Öffentlichkeit zugänglich. In den Jahren 1999 und 2009 stiftete die Stiftung eine große Anzahl von Werken an eine Reihe von Museumseinrichtungen in Amsterdam.

## Werk
Werke von Martin Monnickendam befinden sich im Jüdischen Museum in Amsterdam, im Teylers Museum in Haarlem, im Rijksmuseum Amsterdam, im Stadsarchief Amsterdam, im Stedelijk Museum Den Haag, im Amsterdam Museum und im RothenburgMuseum in Rothenburg ob der Tauber.

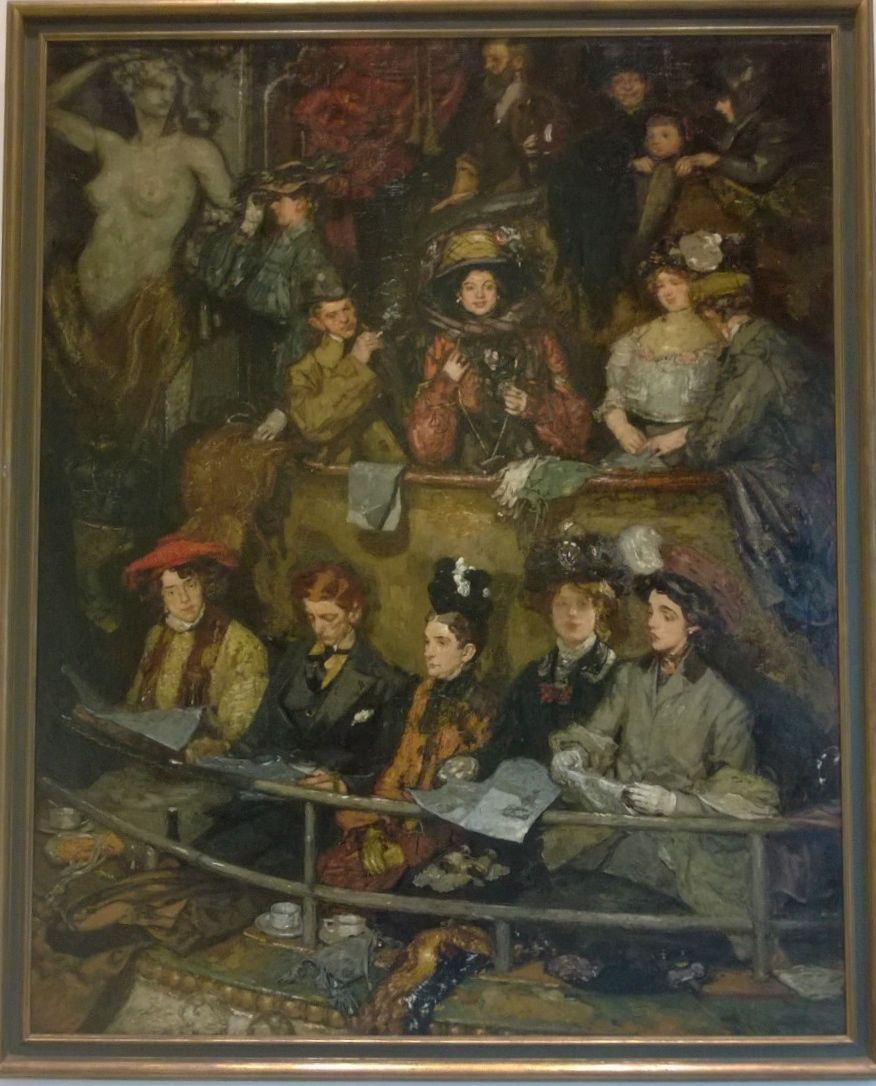
Die Schauburgloge, Öl auf Leinwand, 1912
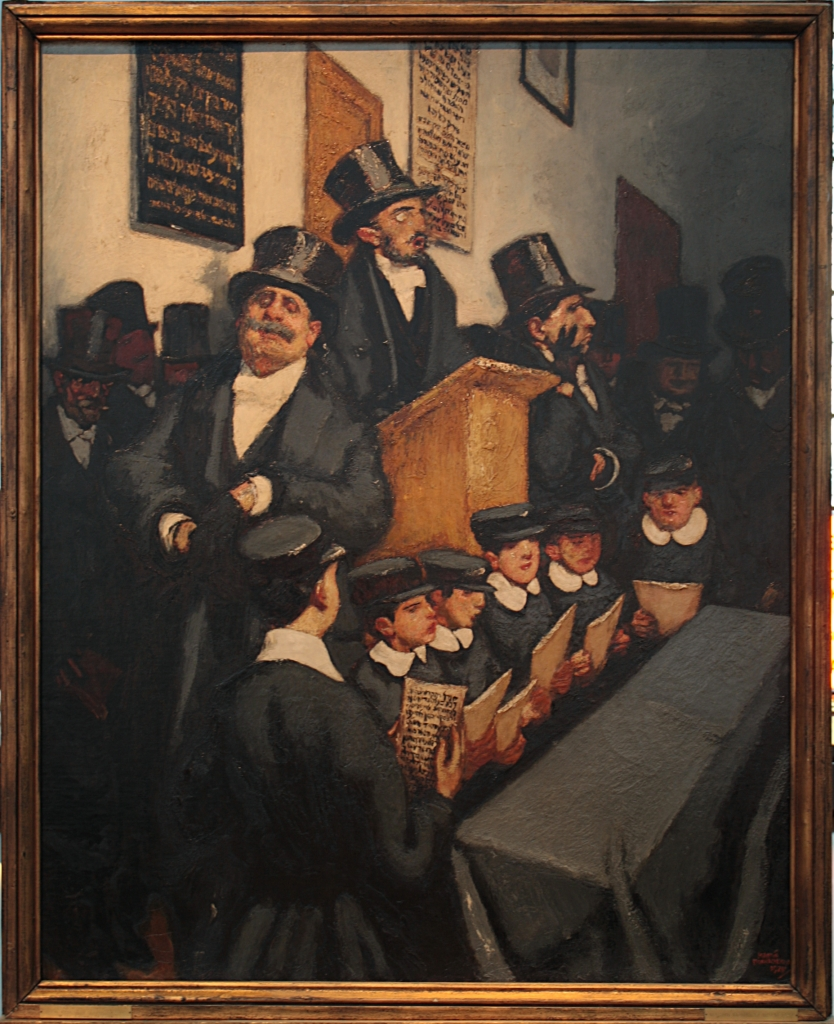
Die Waisenjungen, Öl auf Leinwand, 1924
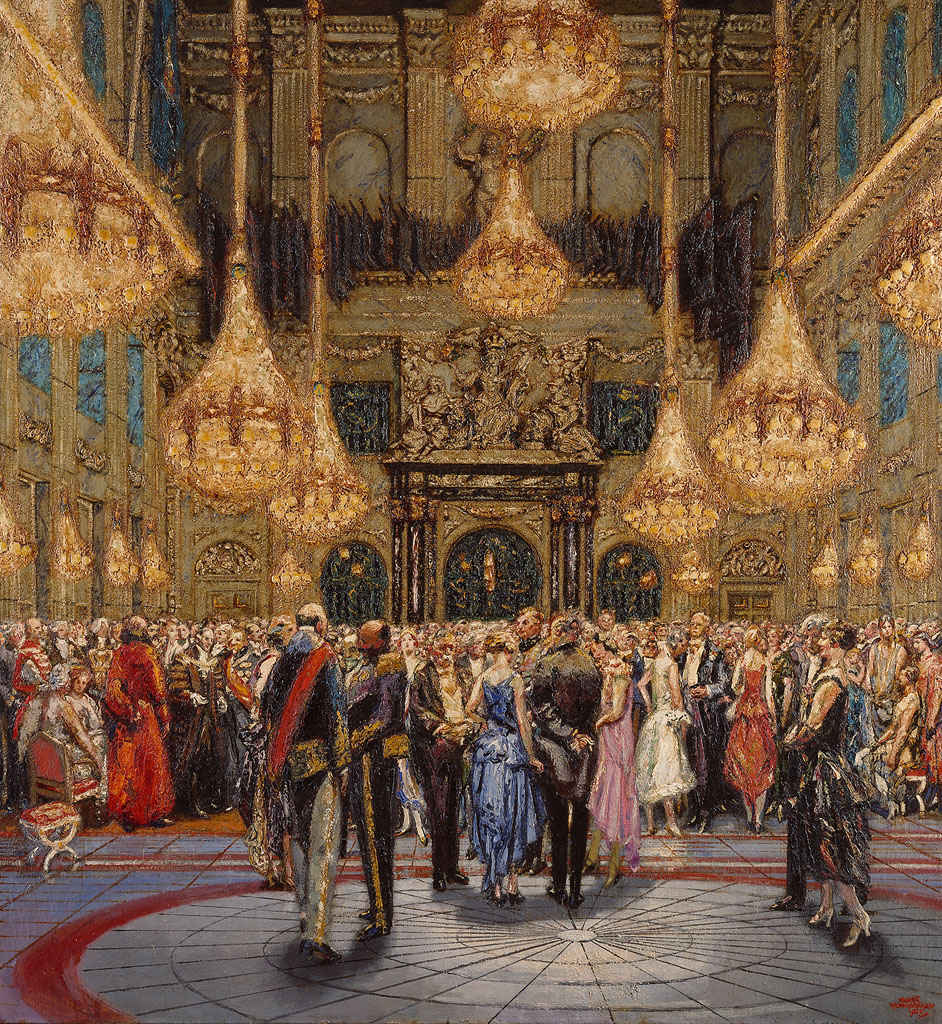
Empfang des Londoner Lord Mayor im Bürgersaal des Damm-Palastes in Amsterdam, Öl auf Leinwand, 1929
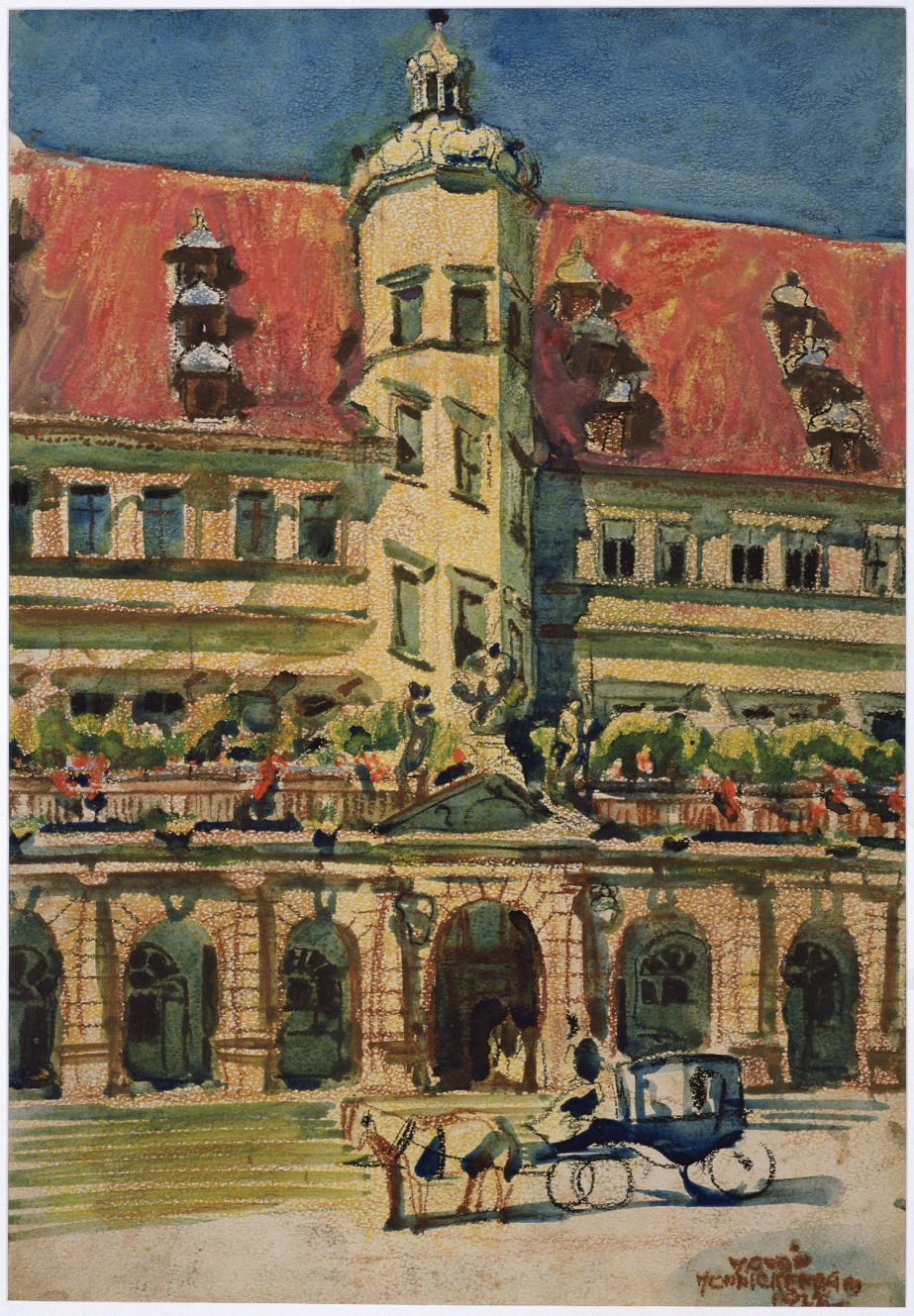
Rathaus Rothenburg o.d.T., Pastell und Aquarell, 1922
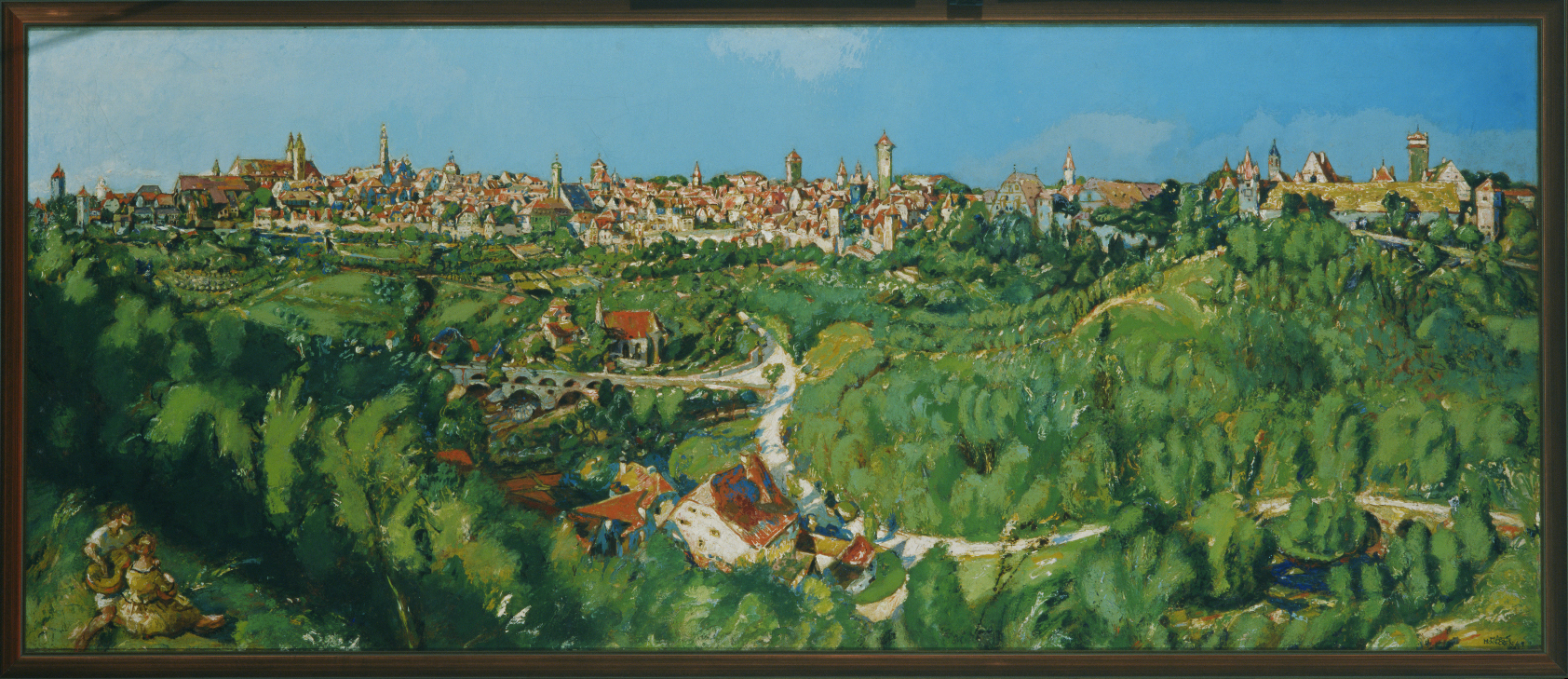
Rothenburg o.d.T. von Süden ("Das kleine Rothenburg"), Öl auf Leinwand, 1923